# Liga de Hombres por el Sufragio de las Mujeres
Con el nombre de Liga de Hombres por el Sufragio de las Mujeres (en inglés Men's League for Women's Suffrage) se conocen algunas organizaciones masculinas anglosajonas que abogaban por el sufragio femenino. 

## Reino Unido

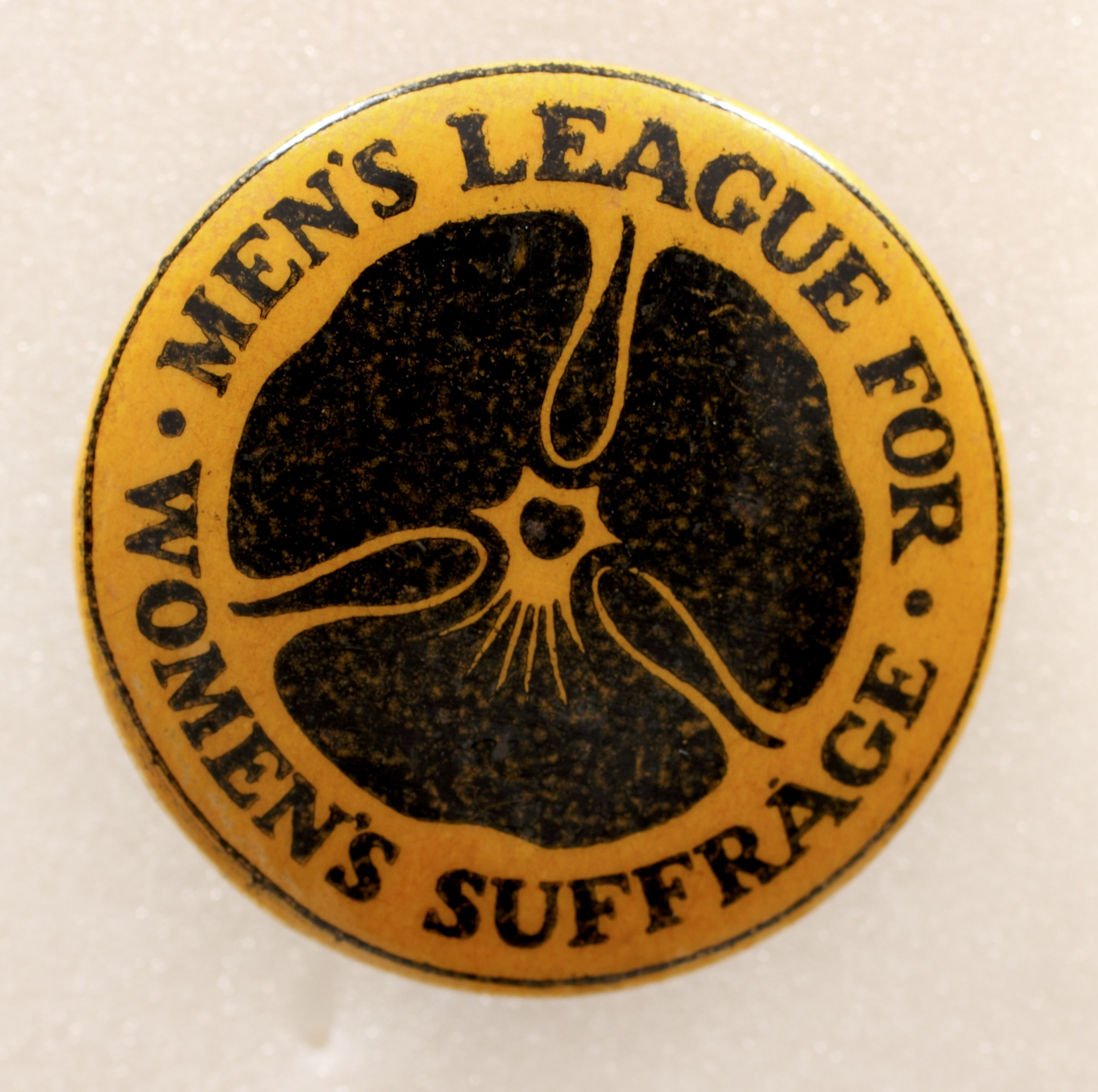
Pin de campaña por el voto femenino de la Liga en Reino Unido

La Liga de Hombres por el Sufragio de las Mujeres del Reino Unido fue formada en 1907 en Londres por Henry Brailsford, Charles Corbett, Henry Nevinson, Laurence Housman, CEM Joad, Hugh Franklin, Henry Harben, Gerald Gould, Charles Mansell-Moullin, Israel Zangwill y otros 32 hombres.
Por su parte, Graham Moffat fundó la Liga de Hombres del Norte para el Sufragio de las Mujeres en Glasgow también en 1907 y escribió la obra propagandística del sufragio The Maid and the Magistrate.
Bertrand Russell se presentó como candidato por sufragio en Wimbledon de 1907 por elección.
En 1909 Lord Robert Cecil como miembro de la Liga de Hombres por el Sufragio de las Mujeres defendió sin éxito a Evelina Haverfield cuando fue arrestada junto a Emmeline Pankhurst y otras militatnes sufragistas de la WSPU cuando intentaron entrar en la Cámara de los Comunes para presentar una petición al Primer Ministro Herbert Asquith.
En 1910, Henry Brailsford y Lord Lytton, con el permiso de Millicent Fawcett, habían creado una propuesta que podría haber sido la base de un acuerdo que provocó que el movimiento por el sufragio declarase una tregua el 14 de febrero.
En 1911 llevaron con éxito a los tribunales a los liberales en Bradford por agredir a Alfred Hawkins (marido de la suffragette Alice Hawkins) y fracturarle una rótula por haber gritado una pregunta durante un discurso en Leicester de Winston Churchill y fue expulsado de la reunión pública sin previo aviso. El juez consideró que se trataba de una agresión. Hawkins recibió £ 100 más costos de reparación.

## Estados Unidos
Una organización similar se formó en 1910 en Estados Unidos por los escritores de izquierda Max Eastman, Laurence Housman, Henry Nevinson y otros para presionar en la obtención del sufragio femenino en los Estados Unidos de América. Su establecimiento se produjo durante el auge de organizaciones masculinas similares que abogaban por el voto femenino. Eastman, un líder clave en el establecimiento de la Liga en Nueva York, también se desempeñó como presidente de la Liga de Sufragio Equitativo Masculino en su estado. Para 1912, se estimaba que la organización estadounidense tenía 20.000 miembros en todo el país.
Los miembros prominentes en Estados Unidos, además de los fundadores, incluyeron al rabino Stephen Wise, RB Cunninghame Graham, profesor de Columbia, John Dewey y Oswald Garrison Villard, editor del New York Post.